# 2019 UO14
2019 UO14 est une planète mineure du système solaire, actuellement troyen de Saturne. Il est dans cette configuration autour du point de Lagrange L4 du système Soleil-Saturne depuis environ 2 000 ans et le restera environ un millénaire de plus.